# 立法議会 (プエルトリコ)
立法議会（りっぽうぎかい、スペイン語: Asamblea Legislativa）は、プエルトリコの立法府である。議会は、27名の議員で構成される上院（スペイン語: Senado）と、51名の議員で構成される下院（スペイン語: Cámara de Representantes）の両院制である。各院の議員11名は、特定の選挙区からではなく、任期制限のない4年の任期で選出される。
立法議会の構造と責任はプエルトリコ憲法第3条に規定されており、立法権はすべて立法議会に帰属する。すべての法案は上下両院で可決され、プエルトリコ知事の署名を得なければ成立しない。各院はそれぞれ独自の権限を持っている。憲法はまた、各院がその議員の法的能力に関する独自の裁判官であると定めている。憲法はまた、選出された立法議会の全議員に議会免責特権を与えている。
現在開かれている議会はプエルトリコ第19議会である。立法議会はサンフアンの国会議事堂で召集される。

## 歴史
下院はプエルトリコ最古の立法機関である。1897年11月25日、プラセデス・マテオ・スペイン政府がプエルトリコに自治権を与え、32人の議員からなる下院が設立された。下院のほかに15人の議員からなる行政評議会があり、そのうち8人は「コレヒオ・デ・コンプロミサリオス」によって選出され、残りの7人はスペイン君主の代理として総督によって指名された。
1898年7月25日、米西戦争の一環としてプエルトリコが米国に割譲された後、群島には軍政が敷かれた。これは1900年4月12日、アメリカ合衆国議会がフォラカー法に基づきプエルトリコの最初の民政を承認するまで続いた。同法は、プエルトリコに（米国大統領によって指名された）民政総督と、プエルトリコ国民によって選出された35人の議員で構成される下院議員、および米国大統領によってすべて指名された11人の議員で構成される行政評議会、および総督の内閣で構成される6人の現職議員を付与した。
フォラカー法に基づく政治的取り決めは1917年まで続いた。同年3月2日、ウッドロウ・ウィルソン大統領はジョーンズ・シャフロス法を承認し、同法第25条から39条において行政府に対して完全に独立した立法府の設立を規定した。プエルトリコはその後、7つの上院選挙区と35の下院選挙区に分割された。プエルトリコ初の上院は1917年7月に選出された。
非法人地域であるプエルトリコは、8つの上院選挙区と40の下院選挙区に分割されている。1952年7月25日にプエルトリコ憲法が正式に採択され、現在の下院と上院が両院制の立法議会となった（第3条に記載）。

## 権限
プエルトリコ憲法はすべての立法権を立法議会に与えている。各院は、その議員の法的能力を判断する唯一の権限を有する。両院の議員は議会免責特権によって保護されており、第3条第14項には「立法議会の議員は投獄されず...」とあり、また議場での発言について責任を問われることもない。
各院は、他の院には与えられていない排他的権限を有している。下院は弾劾手続きを開始する排他的権限を有し、上院は判決を下す排他的権限を有する。連邦予算や税金を扱う法律はすべて下院で発議されなければならない。上院は、法律または憲法に明記されている通り、知事が任命する官職（裁判官、内閣官房長官など）に対して同意を拡大する排他的権限を保持する。
立法議会は、各議院の3分の2の同意を得て、憲法の改正を提案することができる。改正案はその後、プエルトリコ国民による国民投票で承認される。また、自治体の統合や新設を行う権限もある。

## 議員要件
第3条第5項および第6項により、立法議会の議員はスペイン語または英語に堪能で、米国およびプエルトリコの市民であり、選挙前少なくとも2年間プエルトリコに居住していなければならない。上院議員は30歳以上、下院議員は25歳以上でなければならない。上院議員も下院議員も（特別選挙で選出された議員を除く）、選挙前の少なくとも1年間は選挙区に居住していなければならない。

## 一院制への移行
2004年9月23日付法律第477号は、2005年7月10日に国民投票を実施することを規定し、プエルトリコの有権者は、立法議会を一院制に変更することに賛成か、1917年のジョーンズ法で制定され、1952年のプエルトリコ連邦憲法でも（修正を加えて）維持されている両院制を維持することに賛成かを回答することになった。一院制への投票は、2007年7月9日に、2009年までに一院制議会を設立する憲法改正について、2回目の住民投票を実施することを州議会に義務づけることになる。
2005年7月10日に実施された一院制の是非を問う住民投票では、プエルトリコの有権者は、一院制議会を設置する憲法改正案について、州議会が2度目の住民投票を実施することを、賛成456,267票、反対88,720票で承認した。投票率はわずか22.6％で、プエルトリコの選挙史上最低の数字であり、わずか数ヶ月前の総選挙の投票率81.7％を大きく下回った。2007年7月にも国民投票が予定されており、プエルトリコ憲法改正に必要な具体的な改正案が承認されることになっていた。しかし、プエルトリコ最高裁判所は6月、一院制にするための憲法改正過程を立法議会に強制することはできないとの判決を下した。一院制への更なる動きは頓挫した。

## 省庁
立法府の機関には以下のものがある。
- 公民権委員会
- 会計検査院
- 立法サービス局
- オンブズマン
- 議事堂監督局